# Département de la Justice (Irlande)
Pour les articles homonymes, voir Département de la Justice.
Le département de la Justice (en anglais : Department of Justice et en irlandais : An Roinn Dlí agus Cirt) est un département du gouvernement irlandais. Il est dirigé par le ministre de la Justice. La mission du département est de maintenir et d’améliorer la sécurité communautaire et de promouvoir une société plus juste en Irlande.

## Direction du département
- Ministre de la Justice : Helen McEntee, TD
  - Ministre d'État chargé de la réforme du droit et de la justice pour les jeunes (en) : James Browne, TD[1],[2],[3]
- Secrétaire générale du département : Oonagh McPhillips[4].

## Aperçu
La mission du ministère de la Justice est de maintenir et d’améliorer la sécurité communautaire, incluant notamment :
- la protection et l’affirmation des droits de l’homme et des libertés fondamentales compatibles avec le bien commun ;
- la sécurité de l'État ;
- une approche efficace et équilibrée pour lutter contre la criminalité.

En juillet 2014, le ministère lance un vaste programme de changement, comprenant notamment le recrutement d’un nouveau secrétaire général à la suite d’un audit indépendant.
Le siège officiel et les bureaux du département sont situés sur St Stephen's Green, à Dublin.

## Responsabilités
Les principaux domaines de responsabilité du département comprennent :
- la mise en œuvre de la politique gouvernementale en matière de criminalité et protection de la sécurité de l'État (Comité de sécurité nationale) ;
- la fourniture de conseils politiques concernant le système de justice pénale (Garda Síochána, les tribunaux (en), les prisons (en) et la sécurité sociale (en)) et soutenir le fonctionnement de ce système ;
- la poursuite de la réforme du droit pénal et de certains domaines du droit civil ;
- Jouer un rôle central dans la mise en œuvre des éléments fondamentaux de l’accord du Vendredi saint ;
- la coopération sur les questions européennes et internationales pertinentes et promouvoir les intérêts de la république d'Irlande dans les domaines de responsabilité associés ;
- la mise en œuvre la stratégie du gouvernement en matière d’asile et développer davantage la politique nationale d’immigration.

## Agences exécutives
Le département dispose d'agences exécutives, qui font juridiquement partie intégrante du département mais qui sont gérées séparément :
- Service de naturalisation et d'immigration irlandais (en)
- Sciences médico-légales en Irlande
- Service de probation
- Service pénitentiaire irlandais

## Organismes affiliés
Parmi les agences d'État (en) et autres organismes affiliés au département d’une manière ou d’une autre, on trouve :
- Garda Síochána
- Services des tribunaux (en)
- Commission du Médiateur de la Garda Síochána (en)
- Inspection de la Garda Síochána (en)
- Conseil d'aide juridique
- Bureau du pathologiste d'État (en)
- Autorité nationale pour les personnes handicapées
- Commissariat à la protection des données (en)
- Oifig Scrúdóir na Scannán
- Bureau de la protection internationale
- Tribunal d'appel pour la protection internationale
- Autorité de sécurité privée (en)

Aucun organisme parrainé par l’État (en) ne relève du ministère.

## Histoire
Durant la période insurectionnelle, le bureau était connu sous le nom de ministère de l’Intérieur. La loi de 1924 sur les ministres et secrétaires, adoptée peu après la création de l'État libre d'Irlande en 1922, lui a donné une base statutaire et l'a rebaptisé ministère de la Justice. Cette loi lui a conféré :

« l'administration et les affaires générales des services publics en rapport avec le droit, la justice, l'ordre public et la police, ainsi que tous les pouvoirs, devoirs et fonctions qui s'y rattachent (à l'exception des pouvoirs, devoirs et fonctions qui sont réservés par la loi au Conseil exécutif et des pouvoirs, devoirs et fonctions qui sont exclus de l'autorité du Conseil exécutif ou d'un ministre exécutif par la Constitution ou par la loi), et comprendra en particulier les affaires, pouvoirs, devoirs et fonctions des branches et agents de la fonction publique spécifiés dans la deuxième partie de l'annexe de la présente loi, et dont le département sera le chef et sera appelé an t-Aire Dlí agus Cirt ou (en anglais) le ministre de la Justice. »

Le contenu de la loi lui assigne également les organismes suivants : 
- tous les tribunaux de justice et leurs bureaux, sauf dans la mesure où ils sont réservés au Conseil exécutif ou sont exemptés de l'autorité du Conseil exécutif ou d'un ministre exécutif ;
- police ;
- le Conseil général des prisons d'Irlande et toutes les prisons ;
- le greffier des tribunaux de district ;
- le Bureau des archives publiques ;
- le registre des actes ;
- le registre foncier ;
- les commissaires des dons et legs de bienfaisance pour l'Irlande.

### Modification de nom et transfert de fonctions
Le nom et les fonctions du département ont été modifiés par voie d'instruments réglementaires (en).
| Date              | Effect |
| ----------------- | --- |
| 2 juin 1924       | Création du Department of Justice |
| 1er janvier 1983  | Transfert des missions liées à l'adoption depuis le Département de la Santé |
| 3 février 1993    | Transfert des missions liées à la réforme du droit civil, de l'aide cibile légale et des services de médiation familiale depuis le Département de l'Egalité et de la Réforme de la Loi.                  |
| 8 juillet 1997    | Transfert des missions liées à l'Egalité et à la Réforme de la Loi depuis le Département de l'Egalité et de la Réforme de la Loi.                                                                        |
| 9 juillet 1997    | Changement de nom en Department of Justice, Equality and Law Reform. |
| 27 juillet 2001   | Transfert des missions liées à la bienfaisance au Département des Affaires sociales, communautaires et familiales (en).                                                                                  |
| 1er juin 2010     | Transfert des missions liées à l'Egalité, l'Intégration, l'Invalidité et les Droits de l'Homme au Département des Affaires communautaires, rurales et gaélique.                                          |
| 2 juin 2010       | Changement de nom en Department of Justice and Law Reform |
| 1er avril 2011    | Transfert des missions liées à l'Egalité, l'Intégration, l'Invalidité et les Droits de l'Homme depuis le Département des Affaires communautaires, rurales et gaélique.                                   |
| 2 avril 2011      | Changement de nom en Department of Justice and Equality. |
| 1er mai 2011      | Transfert des missions liées à l'Egalité, l'Intégration, l'Invalidité et les Droits de l'Homme depuis le Département des Affaires communautaires, rurales et gaélique.                                   |
| 1er janvier 2013  | Transfert des Tribunaux pour l'égalité depuis le Département du Travail, des Entreprises et de l'Innovation.                                                                                             |
| 19 juin 2013      | Transfert du Censorship of Publications au Département des Arts, de l'Héritage et de la Gaeltacht (en).                                                                                                  |
| 10 mars 2015      | Transfert du Censorship of Publications depuis le Département des Arts, de l'Héritage et de la Gaeltacht (en).                                                                                           |
| 1er janvier 2016  | Transfer of Ordnance Survey Ireland depuis le Département de la Communication, de l'Action climatique et de l'Environnement.                                                                             |
| 1er janvier 2016  | Transfer du Bureau d'Évaluation depuis le Département des Dépenses publiques et de la Réforme (en). |
| 26 juillet 2017   | Transfert des missions liées à la bienfaisance au Département du Développement rural et communautaire.                                                                                                   |
| 1er janvier 2018  | Transfert de l'Ordnance Survey Ireland au Département du Logement, du Planning et des Collectivités locales.                                                                                             |
| 1er janvier 2018  | Transfert des missions liées à l'Autorité d'enregistrement des biens au Département du Logement, du Planning et des Collectivités locales (en).                                                          |
| 1er janvier 2018  | Transfert du Bureau d'Evaluation au Département du Logement, du Planning et des Collectivités locales (en).                                                                                              |
| 14 octobre 2020   | Transfert des missions liées à la justice des mineurs depuis le Département de l'Enfance et de la Jeunesse                                                                                               |
| 14 octobre 2020   | Transfert des missions liées au handicap, à l'égalité, aux Droits de l'Homme, à l'intégration et à l'accueil au Département de l'Enfance, de l'Égalité, du Handicap, de l'Intégration et de la Jeunesse. |
| 1er novembre 2020 | Changement de nom en Department of Justice. |